# Лыжное двоеборье на зимней Универсиаде 2015
Соревнования по лыжному двоеборью в рамках зимней Универсиады 2015 года проходили с 25 по 30 января в словацком Штрбске-Плесо. Было разыграно 3 комплекта наград.

## Результаты
| Дисциплина                                             | Золото                                                   | Золото  | Серебро                                                 | Серебро | Бронза                                             | Бронза  |
| ------------------------------------------------------ | -------------------------------------------------------- | ------- | ------------------------------------------------------- | ------- | -------------------------------------------------- | ------- |
| Нормальный трамплин/10 км Финишный протокол            | Адам Цеслар · Польша                                     | 26:18.3 | Давид Вельде · Германия                                 | 26:18.3 | Щепан Купчак · Польша                              | 26:55.8 |
| Нормальный трамплин/10 км масс-старт Финишный протокол | Адам Цеслар · Польша                                     | 216.9   | Давид Вельде · Германия                                 | 210.3   | Матеуш Вантулок · Польша                           | 208.4   |
| Нормальный трамплин/эстафета 3 х 5 км                  | Германия · Йоханнес Вазель · Тобиас Симон · Давид Вельде | 42:33.2 | Япония · Го Ямамато · Агури Симидзу · Такэхиро Ватанабэ | 42:43.3 | Россия · Самир Мастиев · Нияз Набеев · Эрнест Яхин | 43:01.0 |

## Медальный зачёт в лыжном двоеборье
| Место | Страна   |   |   |   | Всего |
| ----- | -------- | - | - | - | ----- |
| 1     | Польша   | 2 | 0 | 2 | 4     |
| 2     | Германия | 1 | 2 | 0 | 3     |
| 3     | Япония   | 0 | 1 | 0 | 1     |
| 4     | Россия   | 0 | 0 | 1 | 1     |